# Monida
Monida é uma comunidade não incorporada no condado de Beaverhead, estado de Montana, nos Estados Unidos. Monida fica localizada na Interstate 15 no cimo de Monida Pass a cerca de 24 quilómetros de este-sudeste de  Lima. A comunidade fica situada na Divisória Continental da América do Norte na linha de fronteira com o estado de Idaho. Tem uma população permanente de dois habitantes. 